# جيري كين تومبسون
جيري كين تومبسون (بالإنجليزية: Jeri Kehn Thompson)‏ هي صحفية ومعلقة راديو أمريكية ولدت في يوم 30 سبتمبر 1974 في بلدة هاستينغس في ولاية نبراسكا في الولايات المتحدة الأمريكية. أكملت دراسة الأدب الإنجليزي في جامعة ديباو في إنديانا. هي معلقة في مجلة ذا أميريكان سبيكتيتور. هي أرملة مرشح الرئاسة السابق من الحزب الجمهوري فريد تومبسون.